# Вицын, Александр Иванович
 Алекса́ндр Ива́нович Ви́цын (1833, Пермь — 1900, Ялта) — русский юрист, профессор гражданского права, присяжный поверенный.

## Биография
Родился 6 (18) ноября 1833 года в Перми в семье чиновника.
Поступив из Пермской гимназии в Императорский Казанский университет и окончив в 1853 году курс на юридическом факультете с золотой медалью и степенью кандидата, был оставлен при университете для приготовления к профессуре, с откомандированием на два года, для занятий в Москву.
Получив 21 декабря 1856 года в Московском университете степень магистра гражданского права за диссертацию «Третейский суд по русскому праву», с 25 июля 1857 года стал на кафедре законов государственного благоустройства и благочиния Казанского университета; с 1857 года — адъюнкт; 28 мая 1858 года перемещён на кафедру общенародного правоведения и дипломатии, а 4 марта 1859 года — на кафедру гражданских законов; 30 марта 1860 года был возведён в звание исполняющего должность экстраординарного профессора по кафедре гражданских законов и судопроизводства, но уже осенью того же года уехал в Санкт-Петербург, где получил должность профессора гражданского права в Императорском училище правоведения.
В январе 1864 года был приглашён в Санкт-Петербургский университет доцентом гражданского права. После получения в 1865 году степени доктора гражданского права за диссертацию «Договоры морского страхования по Русскому праву» был назначен экстраординарным, а в 1866 году, ординарным профессором Петербургского университета, а также Александровского лицея. Но уже весной того же года уехал в Москву, где занял место члена Московского окружного суда. В 1868 году стал присяжным поверенным округа московской судебной палаты; несколько раз выбирался председателем совета присяжных поверенных. Читал в Московском университете курс гражданского судопроизводства.
В 1875 году стал председателем Московского коммерческого суда.
В 1860-х годах участвовал в трудах по составлению проектов судебных уставов — в отделении гражданского судопроизводства бутковской комиссии.
Скончался 26 февраля (10 марта) 1900 года в Ялте, где жил с 1898 года после своей отставки.